# Brothers & Sisters (EP)
Brothers & Sisters é o segundo EP lançado pela banda Britânica Coldplay. Foi lançado em 26 de abril de 1999 pela gravadora Fierce Panda Records.

## Lista de faixas
| N.º | Título               | Duração |  |
| 1.  | "Brothers & Sisters" | 4:05    |  |
| 2.  | "Easy to Please"     | 3:01    |  |
| 3.  | "Only Superstition"  | 3:48    |  |